# Petrus Georg Bartels

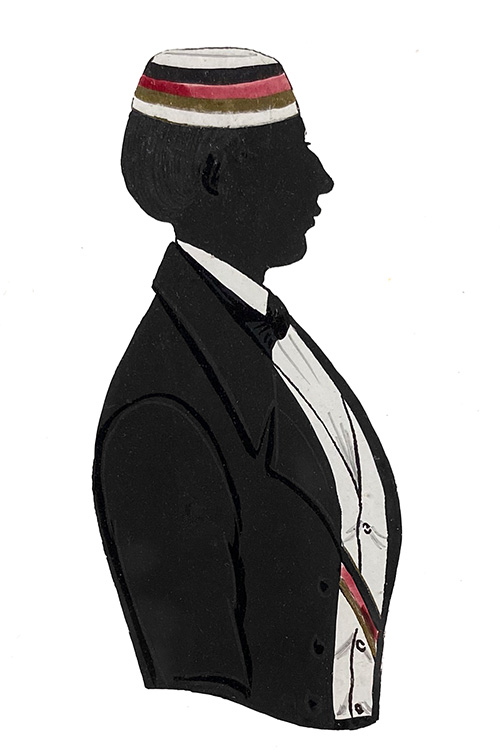
Studentische Tuschensilhouette von Petrus Georg Bartels, 1852

Petrus Georg Bartels (* 19. Februar 1832 in Emden; † 21. Oktober 1907 in Aurich) war ein deutscher reformierter Theologe, Konsistorialrat und Generalsuperintendent von Aurich.

## Leben
Bartels war der Sohn eines Schneidermeisters. Nach dem Abitur (1852) studierte er evangelische Theologie an der Universität Göttingen. Während seines Studiums wurde er Mitglied der Schwarzburgbund-Studentenverbindung Burschenschaft Germania Göttingen. 1857 wurde er Pastor in Mitling-Mark, 1862 Pastor in Pilsum, 1865 Pastor in Emden. 1866 wurde er von König Georg V. zum Generalsuperintendenten und Konsistorialrat in Aurich ernannt. Zugleich versah er bis zur Berufung eines eigenen Pfarrers (1886) die Pfarrstelle der reformierten Gemeinde in Aurich, die seit 1882 zur Evangelisch-reformierten Kirche der Provinz Hannover gehörte. 1903 trat er in den Ruhestand.
Nebenbei veröffentlichte Bartels zahlreiche Beiträge zur ostfriesischen Geschichte. Er hatte maßgeblichen Anteil an der Begründung des Jahrbuchs der Gesellschaft für bildende Kunst und vaterländische Altertümer, für das er ebenfalls mehrere Aufsätze verfasste. Die Gesellschaft verlieh ihm später die Ehrenmitgliedschaft.
Bartels Nachlass und Bibliothek kamen noch vor seinem Tod in das Staatsarchiv Aurich (heute: Niedersächsisches Landesarchiv (Standort Aurich)).

## Werke
- Calvins Büchlein vom Leben eines Christenmenschen (Aurich 1857)
- Johannes a Lasco (Elberfeld 1860)
- Abriß einer Geschichte des Volksschulwesens in Ostfriesland (Aurich 1870)
- Zur Geschichte des Ostfriesischen Consistoriums (Aurich 1885)
- Laurentius Michaelis und die ältesten Karten von Ostfriesland, in: Deutsche Geographische Blätter, Band 10, Heft 2, Bremen: Geographische Gesellschaft 1887, S. 101–122
- Beiträge zur ostfriesischen Reformations-, Kirchen- und Litteraturgeschichte (Aurich um 1890)
- Ostfriesische Studenten auf der Universität Basel (Aurich 1894)
- Notizen aus der Pestzeit. 1664–1666 (Aurich 1894)
- Borkum und die Grönlandsfahrt (Aurich 1897)
- Die älteren ostfriesischen Chronisten und ihre Zeit (Aurich 1905/07)

## Auszeichnungen
- Ehrendoktor der Theologischen Fakultät der Universität Göttingen (1887)
- Roter Adlerorden 2. Klasse